# قرار مجلس الأمن التابع للأمم المتحدة رقم 1521
قرار مجلس الأمن التابع للأمم المتحدة رقم 1521، المتخذ بالإجماع في 22 كانون الأول / ديسمبر 2003، بعد التذكير بجميع القرارات السابقة بشأن الحالة في ليبيريا وغرب أفريقيا، أنشأ المجلس هيئة مراقبة للإشراف على العقوبات الدولية المفروضة على ليبريا. كان هذا هو أخر قرار لمجلس الأمن تم تبنيه في عام 2003.

## القرار

### أعمال
تم تقسيم القرار إلى قسمين، كلاهما صدر بموجب الفصل السابع من ميثاق الأمم المتحدة، مما يجعل أحكامه واجبة الإنفاذ قانونًا.

#### أ
وأشار مجلس الأمن إلى القرارات 1343 و1408 (2002) و1478 (2003) و1497 (2003) و1509 (2003)، وأشار إلى الظروف المتغيرة بما في ذلك رحيل الرئيس السابق تشارلز تيلور والتقدم المحرز في عملية السلام في سيراليون. وفي هذا الصدد، تم حل اللجنة السابقة وألغي الحظر المفروض على بيع أو توريد الأسلحة والماس والأخشاب والسفر.

#### ب
وفي الوقت نفسه، أعيد فرض القيود لمدة اثني عشر شهرا، وأعطيت الإعفاءات ذات الصلة بالأمم المتحدة. وستنتهي التدابير بمجرد أن يقرر المجلس أن وقف إطلاق النار الليبري يحترم احتراماً كاملاً؛ تم الانتهاء من نزع السلاح والتسريح وإعادة الإدماج والإعادة إلى الوطن وإعادة هيكلة قطاع الأمن؛ تنفيذ اتفاقية السلام؛ إنشاء نظام لشهادة منشأ الماس والحفاظ على الاستقرار في ليبريا والمنطقة دون الإقليمية.. كما تم حث الحكومة الانتقالية على الانضمام إلى عملية كيمبرلي وإرساء سلطتها على مناطق إنتاج الأخشا، بما في ذلك من خلال آليات الرقاب، في أقرب وقت ممكن. تم حث المجتمع الدولي على تقديم المساعدة للحكومة الانتقالية خلال هذه العمليات. وستتم مراجعة التدابير بحلول 17 حزيران / يونوه 2004.
وأنشأ القرار لجنة جديدة تابعة لمجلس الأمن لرصد تنفيذ الجزاءات وتحديث قائمة الأفراد والكيانات الخاضعين للجزاءات وتقديم التوصيات. وفي غضون ذلك، طُلب من الأمين العام كوفي عنان تشكيل فريق من خمسة خبراء للقيام بمهمة متابعة إلى ليبيريا والدول المجاورة فيما يتعلق بتنفيذ وانتهاكات القيود المفروضة على ليبيريا، بما في ذلك حركات التمرد؛ وكان عليها تقديم تقرير بحلول 30 مايو / أيار 2004. ورحب باستعداد بعثة الأمم المتحدة في ليبريا للتعاون مع اللجنة وطلب من بعثة الأمم المتحدة في سيراليون وبعثة الأمم المتحدة في كوت ديفوار مساعدة اللجنة وفريق الخبراء. وصدرت تعليمات إلى الأمين العام بتقديم تقرير بحلول 30 أيار / مايو 2004 عن التقدم المحرز فيما يتعلق بتنفيذ التدابير.
أخيرًا، تم حث الحكومة الانتقالية على إبلاغ السكان الليبيريين بمحتوى القرار الحالي، بما في ذلك معايير رفع العقوبات.

## روابط خارجية
- نص القرار في undocs.org